# Emil Naucke

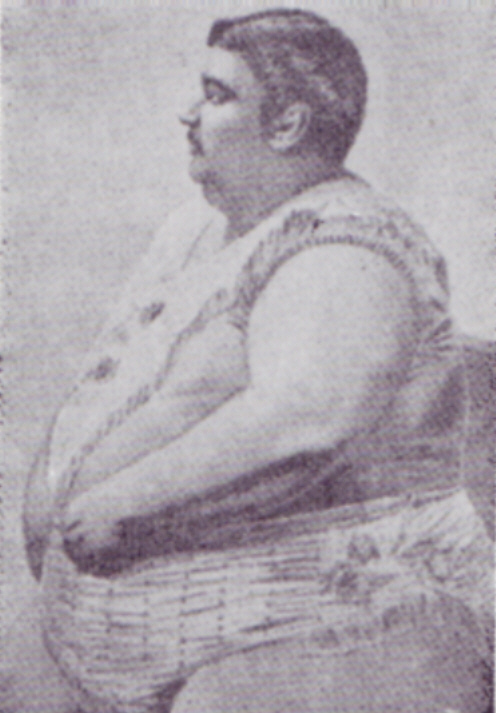
Emil Naucke

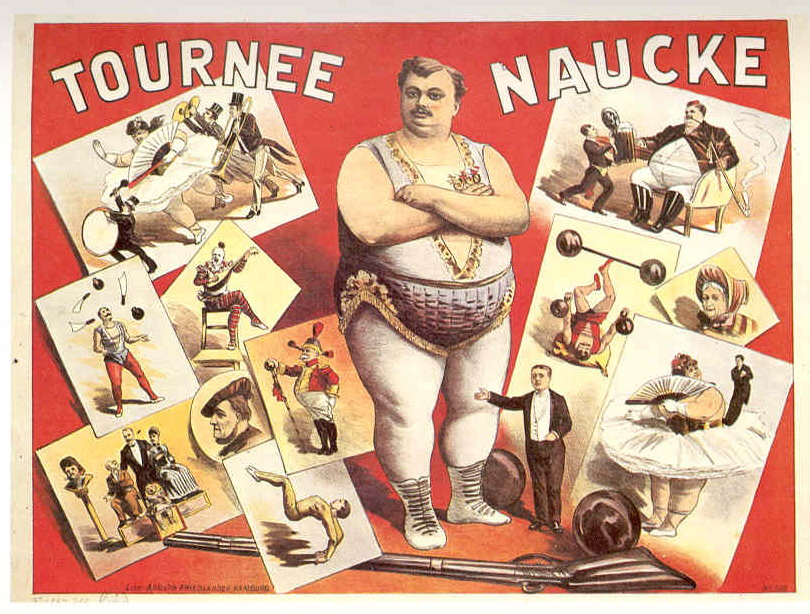
Tourneeplakat von Adolph Friedländer, 1893/94

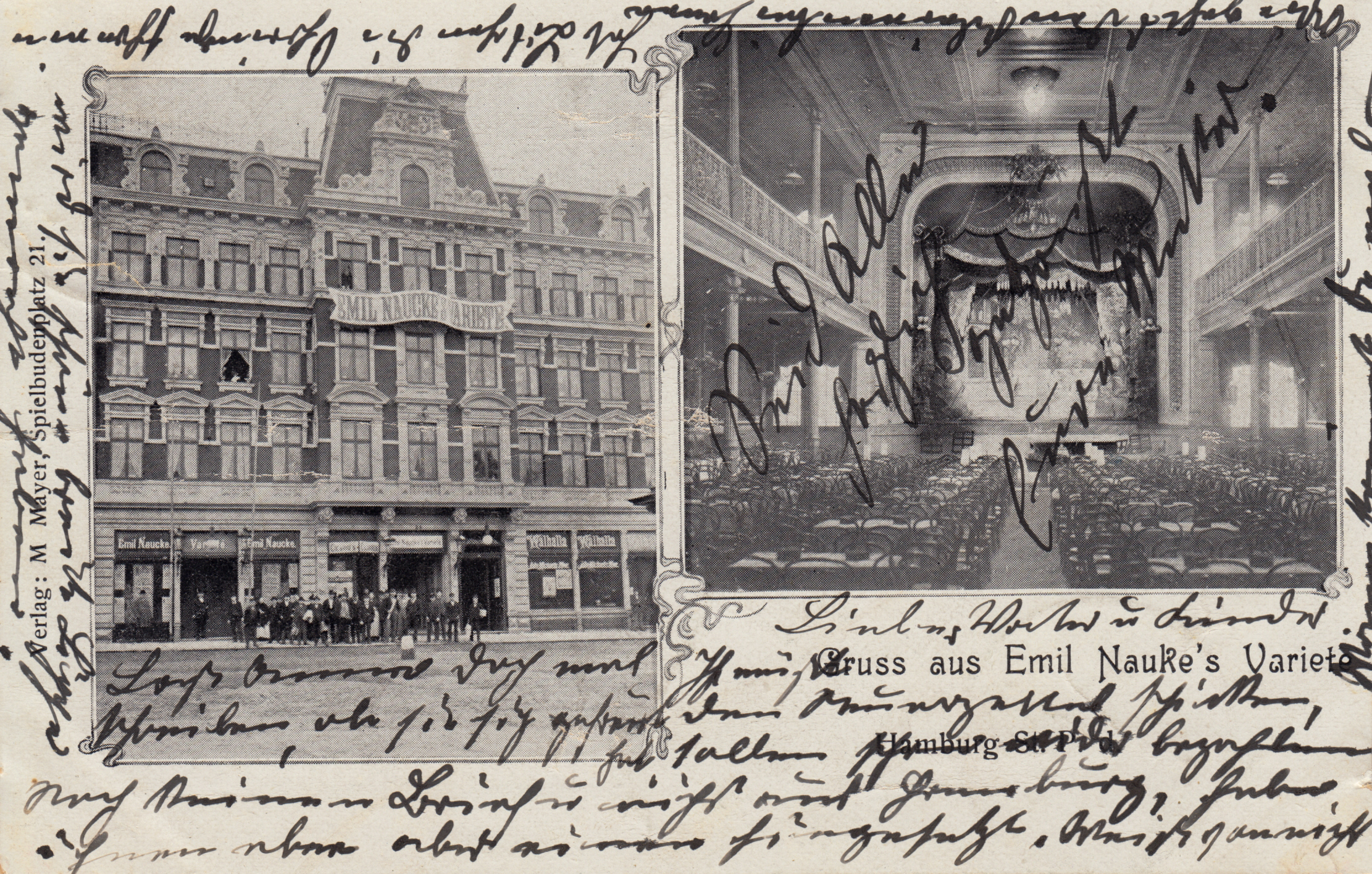
Emil Naucke's Varieté in St. Pauli

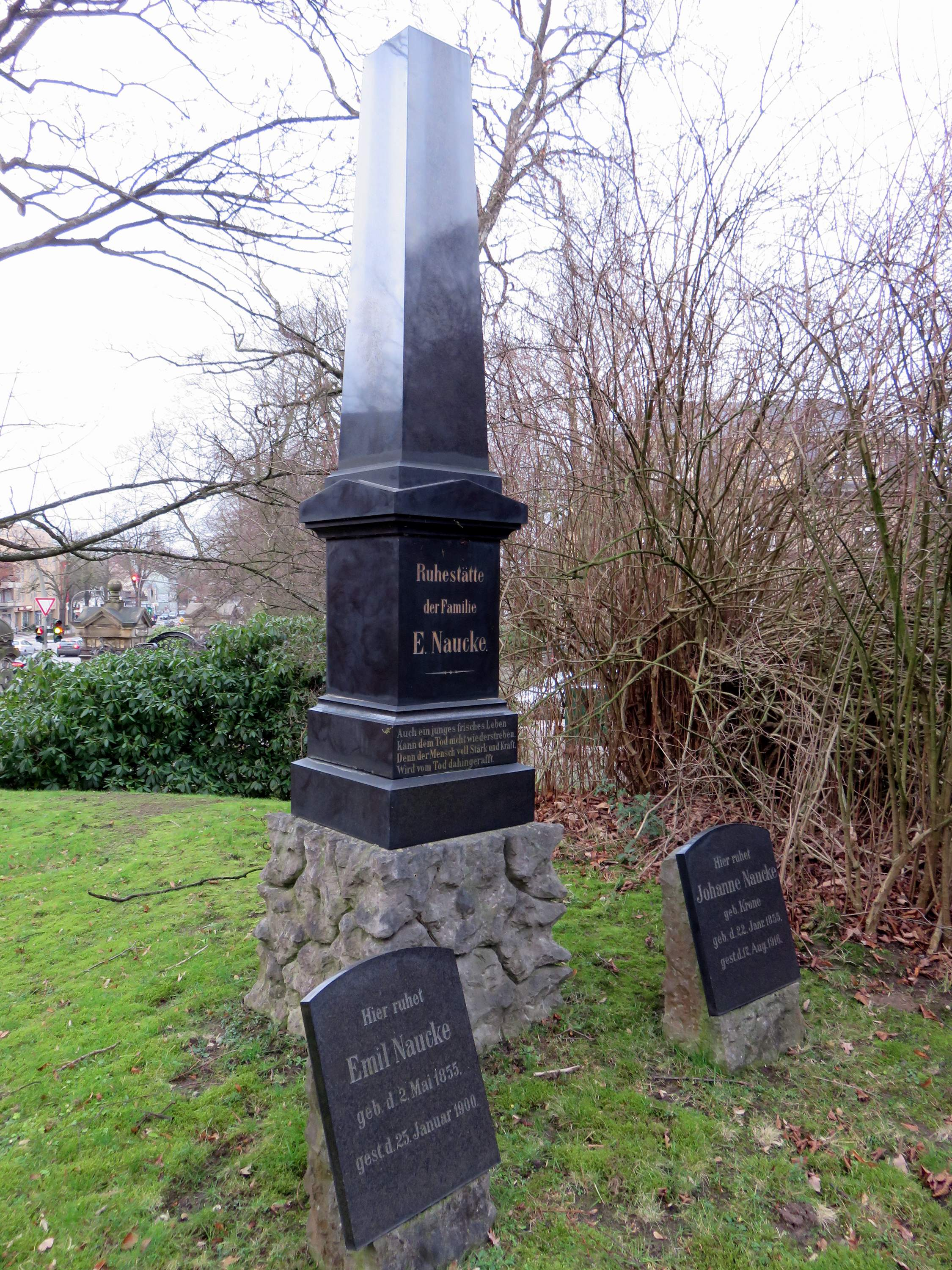
Grabmal am Museum Friedhof Ohlsdorf

Emil Naucke (* 2. Mai 1855 auf Poel; † 25. Januar 1900 in Hamburg) war ein deutscher Berufsringer, Kraftmensch und Artist.

## Leben
Emil Naucke soll der Legende nach als Säugling schon nach einem Monat 14 Kilogramm gewogen haben. Trotz seines hohen Gewichts zeichnete er sich in jungen Jahren als Turntalent aus, der sich gern dem Seiltanz verschrieb. Naucke hatte ursprünglich eine Bäckerlehre angetreten, schloss sich aber im Alter von 14 Jahren einer Artistentruppe an, mit der er durch Europa und die USA reiste. Mit 18 Jahren ging er nach Hamburg, dort trat er im St. Georg-Theater und in verschiedenen Lokalen in Sankt Pauli auf.
Erfolgreich wurde er im Schaugeschäft als professioneller Ringer. Da sein Körpergewicht beständig zunahm – er wog bei einer Körpergröße von nur 1,70 m im Alter von 38 Jahren schließlich 235 Kilogramm und hatte einen Bauchumfang von 190 cm – gab er das Ringen jedoch später völlig auf und konzentrierte sich als sogenannter Kolossalmensch ganz auf Kraftakrobatik, artistische Darbietungen und Parodien.
1880 gründete Naucke eine eigene Agentur und trat in zahlreichen deutschen und internationalen Städten wie Berlin, London, Paris, Madrid und Helsinki auf. Als seinerzeit äußerst populärer Kraftmensch trat Emil Naucke weltweit in Zirkussen und Varietés auf. Er präsentierte aufsehenerregende Kraftakte, wie etwa das Stemmen eines 106 Kilogramm schweren Eisengewichts und trug oftmals an einer Kette eine fast 40 Kilogramm schwere Eisenkugel bei sich, mit der er mühelos spielte. Er zeigte auch Radfahrkunststücke und trat in zahlreichen eigens für ihn verfassten Sketchen auf. Zu seinen bekanntesten komischen Rollen gehörte die Figur der Pauline vom Ballett, die er in ein angesichts seiner Leibesfülle grotesk wirkendes Ballerina-Kostüm gekleidet verkörperte. Als Naucke mit der Pauke wurde er bei den Berlinern zum Sprichwort.
Im Jahre 1890 ließ er sich in Hamburg nieder, war allerdings vorerst nur zwischen seinen Tourneen in der Stadt anwesend. Er leitete alljährlich auf dem Hamburger Volksfest Winterdom und im Circus Rauterkrug in Lübeck ein umfangreiches Varieté-Programm. Bei seinen eigenen Auftritten schlüpfte er in selbsterdachten Burlesken in Rollen wie die der „Pauline vom Ballett“. Trotz seines Schwergewichts bewies er eine ungewöhnliche Beweglichkeit und erntete vielerorts viel Beifall. Der kleinwüchsige Peter Hansen, der angeblich kleiner als 1 Meter war, wurde bei zahlreichen komischen Auftritten sein kongenialer Partner. Das ungleiche Paar präsentierte sich in der Tradition der Freak Show, so vollführten sie zum Beispiel gemeinsam Kunststücke auf dem Fahrrad.
1896 eröffnete er ein eigenes Varietétheater mit Namen Emil Naucke's Varieté am Spielbudenplatz Nr. 23/24. Naucke wurde in den Folgejahren eine populäre Gestalt in Hamburg.
Am 25. Januar 1900, unmittelbar nachdem er bei einer Wohltätigkeitsveranstaltung im Etablissement Sagebiel aufgetreten war, erlag Emil Naucke einem Herzinfarkt. Am Tag seiner Beerdigung säumten Tausende von Menschen den Weg, den der Trauerzug von seinem Varieté zum Friedhof Ohlsdorf nahm, wo er beigesetzt wurde. Die Erinnerung an Emil Nauckes außergewöhnliches Erscheinungsbild lebte indirekt bis in die 1970er Jahre fort; noch siebzig Jahre nach seinem Tod bezeichneten Kinder in Hamburg einen bauchigen Kreisel oder eine dicke Murmel gelegentlich als einen Naucke.